# Ivan Denissovitch
Pour plus de détails, voir Fiche technique et Distribution.
Ivan Denissovitch est un film russe réalisé par Gleb Panfilov, sorti en 2021.
C'est l'adaptation du roman Une journée d'Ivan Denissovitch d'Alexandre Soljenitsyne.

## Fiche technique
Sauf indication contraire, les informations mentionnées dans cette section peuvent être confirmées par la base de données cinématographiques IMDb,  présente dans la section « Liens externes ».
- Titre original : Иван Денисович
- Titre français : Ivan Denissovitch
- Réalisation : Gleb Panfilov
- Scénario : Gleb Panfilov d'après Alexandre Soljenitsyne
- Photographie : Mikhail Agranovich et Michael Hasaya
- Musique : Vadim Bibergan
- Pays d'origine : Russie
- Format : Couleurs
- Genre : drame, guerre, historique
- Durée : 105 minutes
- Dates de sortie :
  -  Suisse : 13 août 2021 (Festival international du film de Locarno 2021)
  -  Russie : 23 septembre 2021

## Distribution
- Filipp Yankovsky : Ivan Denissovitch
- Artur Bestchastny : Kildigs
- Stepan Abramov : Stepan Matafonov
- Igor Savotchkine : Tatarine
- Denis Karassiov : Polkovnik Borchtchov
- Vladimir Eriomine : Caesar Markovitch
- Inna Tchourikova : l'ancienne

## Distinctions

### Récompenses
- 20e cérémonie des Aigles d'or : meilleur réalisateur, meilleur acteur pour Filipp Yankovsky

### Nominations
- 20e cérémonie des Aigles d'or : meilleur film, meilleure musique, meilleur montage, meilleur son et meilleur maquillage

### Sélection
- Festival international du film de Locarno 2021 : sélection en section Piazza Grande